# Praia das Dunas
A praia das Dunas localiza-se na cidade de Cabo Frio, no estado brasileiro do Rio de Janeiro.
A praia mais apropriada para a prática do surf, pela força de suas ondas, é cercada por enormes dunas de areias brancas. O acesso pode ser feito pelo bairro do Braga ou ainda seguindo até o final da Praia do Forte. É recomendado cuidado no banho de mar nesta praia, onde é grande a presença de redemoinhos, formados por correntezas.